# 쿠바빵
쿠바빵(스페인어: pan cubano 판 쿠바노[*], 영어: Cuban bread 큐번 브레드[*])은 상당히 간단한 흰빵의 일종이다. 프랑스의 빵들과 비슷하지만 굽는 과정이 다르다. 또한 라드와 쇼트닝을 사용한다는 점에서 재료에도 차이가 있다. 모양은 바게트와 비슷하며 미국 플로리다주에서는 주식이다. 큐번 샌드위치를 만들 때에도 이 빵을 쓴다.

## 역사
쿠바빵는 한 빵집에서 처음 만들어졌다. 빵집의 이름은 La Joven Francesca였으며, 1896년에 시칠리아 출신의 한 제빵사에 의해서 만들어진 것으로 알려져 있다. 이 빵집에서 쿠바빵는 한 덩어리당 3에서 5센트로 판매되었다.
이 빵집은 화재로 인해 1922년에 파괴되었다. 하지만 빵집의 주인은 더 큰 규모로 빵집을 다시 지었으며, 곧 미국 플로리다주의 탬파 지역에서 가장 유명한 빵집이 되었다. 탬파 내에서 쿠바빵는 우유와 함께 매일 아침 배달되었다.
1973년이 되자 빵집은 문을 닫았지만 대를 잇는 새로운 빵집이 문을 열었으며, 전 빵집의 조리기구와 함께 쿠바빵 역시 박물관에 전시되었다.
새로 문을 연 이 빵집은 주요한 쿠바빵 생산 회사가 되었다. 다른 많은 빵집에도 쿠바빵가 판매되고 있다.

## 같이 보기
- 흰빵
- 쇼트닝
- 탬파